# Doggerland (Gedicht)
doggerland ist ein Langgedicht von Ulrike Draesner. Es ist 2021 im Penguin Verlag erschienen und thematisiert das Zusammenleben von Menschen und Tieren im mittelsteinzeitlichen Doggerland. Das Gedicht vermischt verschiedene Sprachen – darunter vor allem das Deutsche und das Englische – und folgt kaum den gängigen Schreibkonventionen der Lyrik.

## Form
doggerland hat eine ungewöhnliche Struktur. Der Text gliedert sich in drei Teile: Im mittleren Teil ist das eigentliche Gedicht zu finden, welches links und rechts von jeweils einer Schiene eingerahmt wird. Diese Schienen enthalten deutsche sowie englische Worte oder kürzere Phrasen. Der Raum zwischen den Schienen und dem Mittelteil ist weiß. Laut der Autorin gibt es keine festgelegte Reihenfolge, in der die drei Teile des Textes gelesen werden sollten.
Das Langgedicht gliedert sich in acht Kapitel. Das vom Penguin Verlag herausgebrachte Buch enthält neben dem eigentlichen Text noch einen ergänzenden Kommentar der Autorin sowie ein Glossar. Draesner verzichtet in doggerland auf ein gleichförmiges Reimschema, es tauchen lediglich wiederholt Binnenreime auf. Auch ein gleichbleibendes Versmaß ist nicht zu erkennen. Dennoch offenbart der Text einen gewissen Rhythmus beim Lesen.
Bei doggerland handelt es sich um mehrsprachige Literatur. Neben Deutsch und Englisch kommen im Text noch folgende Sprachen vor: Altenglisch, Althochdeutsch, Altnordisch, Altsächsisch, Gotisch, Griechisch, die indogermanische Ursprache, Latein, Mittelenglisch, Mittelhochdeutsch, Protogermanisch und Sanskrit. Im Text werden diese Sprachen miteinander vermischt, Worte verschiedener Sprache beziehen sich zudem oftmals aufeinander. Die Menschen, die in doggerland auftauchen, entdecken die Sprache gerade erst und sprechen eine von Draesner erfundene Mischung aus Deutsch und Englisch.

## Inhalt
doggerland besitzt keinen linearen Handlungsverlauf und auch keine klassischen Protagonisten. Es werden eher verschiedene Episoden des Lebens der Menschen und der Tiere auf Doggerland erzählt. Neben dem Leben der Mammutherden werden auch die Erfindung des Rades, die Entdeckung der Liebe sowie die Domestizierung von Wölfen thematisiert. Darüber hinaus wird geschildert, wie eine Gruppe von Frauen zur Mammutjagd aufbricht und ihre Erlebnisse als Höhlenmalerei festhält, während die Männer im Unterschlupf der Gruppe verweilen und Brei für die Kinder herstellen.
Ein weiteres zentrales Thema in doggerland ist das Zusammentreffen von Neandertalern und Homo sapiens. Im Gedicht treffen diese beiden Gruppen zum ersten Mal aufeinander, nachdem Letztere von Afrika kommend große Teile Europas besiedelt haben und letztlich in Doggerland eintreffen. doggerland handelt auch von den ersten Kommunikationsversuchen zwischen Neandertalern und Homo sapiens sowie ihrer nicht immer friedlichen Koexistenz.
Heftige Wetterereignisse sind ebenfalls Bestandteil des Gedichts und sorgen regelmäßig für Zäsuren, die auch die Landschaft Doggerlands verändern und mit denen die Menschen zurechtkommen müssen. Das Gedicht endet mit der Überflutung Doggerlands und der Flucht bzw. dem Tod seiner Bewohner.

## Rezeption
Bereits 2019 erhielt Ulrike Draesner für doggerland den Gertrud-Kolmar-Preis. Nachdem das Langgedicht in Buchform publiziert worden war, wurde es überwiegend positiv rezipiert. Tilman Spreckelsen spricht in der FAZ von einem „eigentümlichen Reiz“ des Gedichts. Er lobt zudem die Virtuosität Draesners und ihre Fähigkeit, Doggerland ein Stück weit sogar als Sehnsuchtsort darzustellen. Nach Meinung Tobias Lehmkuhls von der Süddeutschen Zeitung imaginiert Draesner „kontingente Ereignisse in einem weiten Möglichkeitsfeld“, ohne zu behaupten, dass in Wirklichkeit alles genauso wie im Gedicht stattgefunden habe. André Hatting vom Deutschlandfunk weist darauf hin, dass die Rollenverteilung im Gedicht (Frauen, die Mammuts jagen und Männer, die die Kinder versorgen) als feministische Intervention gegen heutige klischeebehaftete Vorstellungen von geschlechtlichen Rollenbildern während der Steinzeit gelesen werden kann, auch wenn sich das Gedicht hierin nicht erschöpfe.

## Ausgaben
- Ulrike Draesner: doggerland. Gedicht. Penguin, München 2021, ISBN 978-3-328-60166-1.